# Julius Neubronner
Julius Gustav Neubronner, né le 8 février 1852 et mort le 17 avril 1932, est un apothicaire et un inventeur allemand, pionnier de la photographie amateur et du cinéma. Il fait partie d'une famille d'apothicaires de Kronberg im Taunus, dans le land de Hesse. Apothicaire de la cour de Kaiserin Friedrich, il invente la méthode du pigeon photographe pour la photographie aérienne, est l'un des premiers amateurs de cinéma en Allemagne et fonde une usine de rubans adhésifs. Après sa mort, l'entreprise est dirigée pendant 70 ans par son fils Carl Neubronner (13 janvier 1896 - 19 novembre 1997).

## Biographie
La famille Neubronner réside à Kronberg en tant que famille d'apothicaires depuis que Christian Neubronner y a repris une pharmacie en 1808. En 1844, la pharmacie passe à son fils Wilhelm Georg Neubronner (1813-1894), ami de longue date du peintre Anton Burger et père de Julius Neubronner. Pendant la révolution de 1848, il dirige la milice locale. L'épouse de Wilhelm Neubronner et mère de Julius Neubronner est issue de la famille d'acteurs Löwe, et sa sœur est la chanteuse Sophie Löwe.

### Adolescence et études

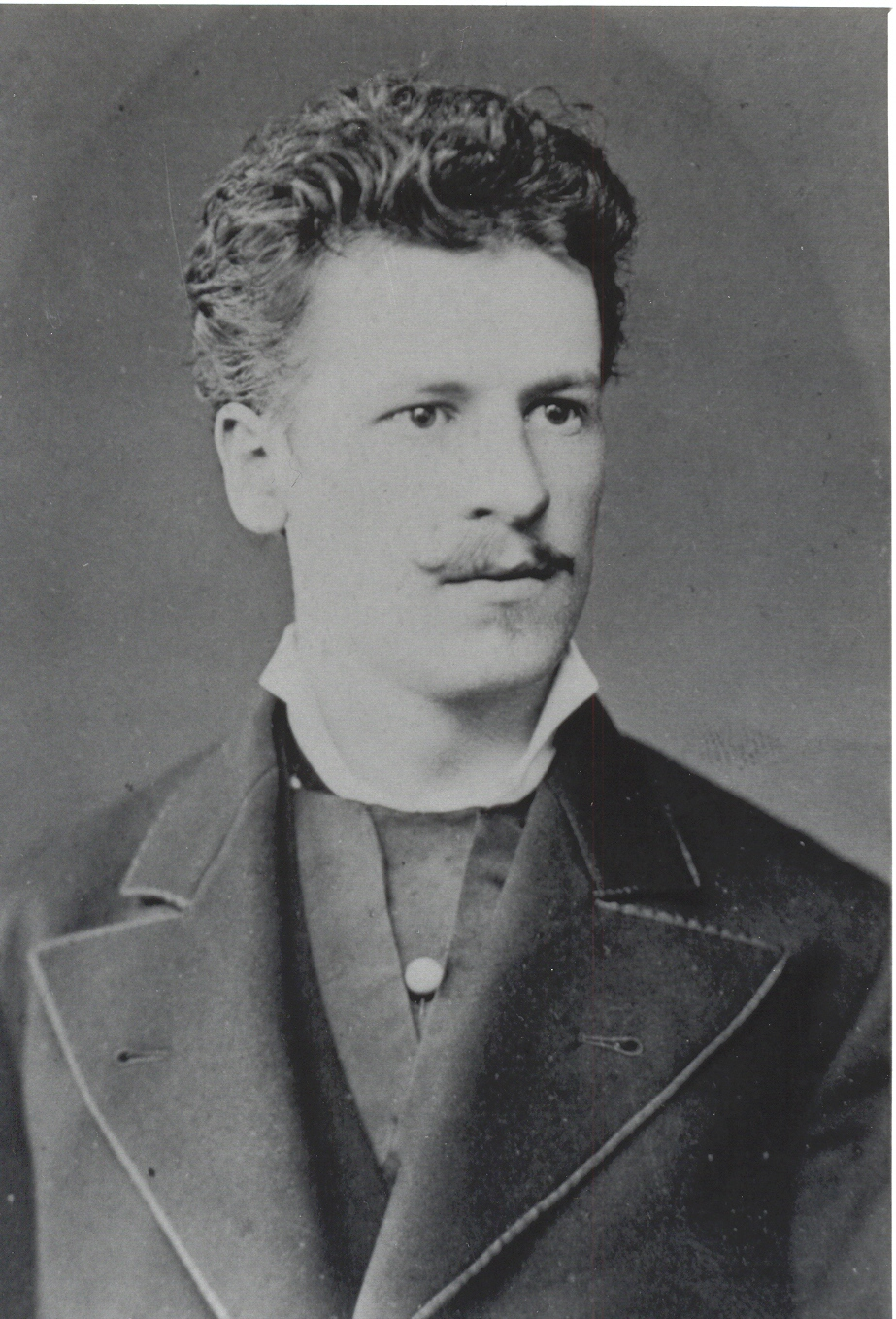
Julius Neubronner en 1877.

Dès l'adolescence, Julius Neubronner est un photographe amateur passionné. En 1865, il trouve un appareil photo pour le système Talbot que son père avait construit lui-même peu après l'invention de la photographie. Toutes les expériences menées avec l'appareil obsolète échouent et, avec un ami, le garçon achète secrètement un autre appareil à crédit.
Neubronner reçoit d'abord son éducation à la maison, avec ses deux sœurs. Son parrain, Julius Löwe, dirige un laboratoire de chimie à Francfort et, à partir de 1864, le jeune garçon, alors âgé de douze ans, fréquente le Gymnasium de cette ville. Au bout de trois ans, il est transféré à Weilbourg, où il reçoit le « mittlere Reife ». Après une année d'apprentissage dans la pharmacie de son père, il fréquente le Royal Realgymnasium de Wiesbaden et accomplit ses obligations militaires, du moins en partie, dans la province de Hanovre. En 1873, il termine son apprentissage comme aide-apothicaire dans une pharmacie de Berlin, puis effectue trois années de stage dans des pharmacies à Bendorf, Francfort, Hannoversch-Münden et Nyon. À Nyon, il découvre la stéréoscopie.
À partir de 1876, Neubronner étudie la pharmacie à l'université de Gießen, où il rejoint une société d'étudiants, l'Akademisch-Naturwissenschaftlicher Verein (aujourd'hui Burschenschaft). Peu après son examen de pharmacie en 1877, il commence à étudier la chimie à Berlin en 1878, mais passe rapidement à l'université de Heidelberg, où il obtient son doctorat en 1879,.

### Pharmacie et usine

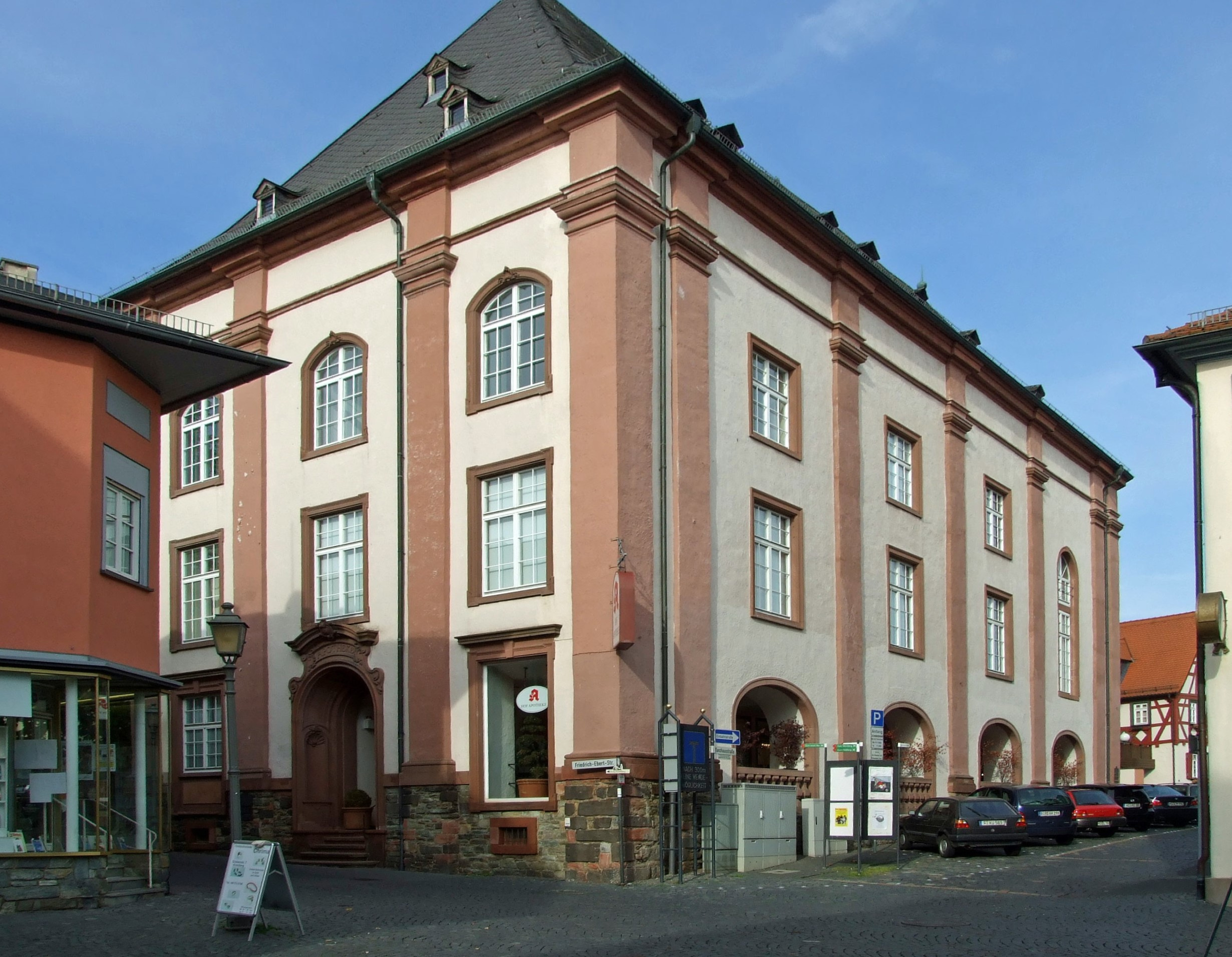
Streitkirche à Kronberg.

En 1886, Julius Neubronner reprend la suite de son père à la pharmacie de Kronberg. En 1887, il achète un important bâtiment historique connu sous le nom de Streitkirche (« église de la dispute »). Prévue comme église catholique dans la ville protestante de Kronberg, mais jamais inaugurée, elle a fait l'objet d'un conflit notable,. Après les modifications nécessaires (le bâtiment avait auparavant été utilisé comme auberge), la famille et la pharmacie s'installent dans le bâtiment en 1891.
Lorsque l'empereur Frédéric III meurt en 1888, l'année des trois Empereurs, après seulement 99 jours de règne, sa veuve Victoria, princesse royale, connue en Allemagne sous le nom de Kaiserin Friedrich, fait construire le château-hôtel de Kronberg comme nouvelle résidence dans la forêt près de Kronberg. Neubronner obtient alors le rang d'apothicaire de la cour.
Wilhelm Neubronner utilisait la poste aux pigeons pour la livraison rapide des ordonnances, mais cessa cette pratique après quelques années, lorsque les villages voisins obtiennent leurs propres pharmacies. Inspiré par un article de journal de 1902 décrivant une pratique similaire d'un apothicaire de Boston et ayant fait preuve d'une méconnaissance des réalisations de son père, Julius Neubronner reprend et développe la pratique. Par pigeon, il se procure des produits chimiques urgents jusqu'à 75 grammes auprès de son grossiste à Francfort et livre des médicaments urgents au sanatorium de Falkenstein (Königstein im Taunus). Le célèbre sanatorium, fondé en 1876 par Peter Dettweiler, est remplacé par une maison de repos pour les officiers entre 1907 et 1909.
Entre 1903 et 1920, Neubronner enregistre un certain nombre de films amateurs qui sont restaurés par le musée du film allemand entre 1994 et 1996, puis publiés sur YouTube,. Le processus fastidieux de collage des photographies sur verre pour les présentations lanterne magique l'incite à inventer une forme de ruban adhésif en papier, qu'il fait breveter. Pour la production et la commercialisation, il fonde en 1905 la Fabrik für Trockenklebematerial. Sous le nom de Neubronner GmbH & Co. KG, elle existe toujours et emploie environ 80 personnes,.

## Vie privée et photographie de pigeons

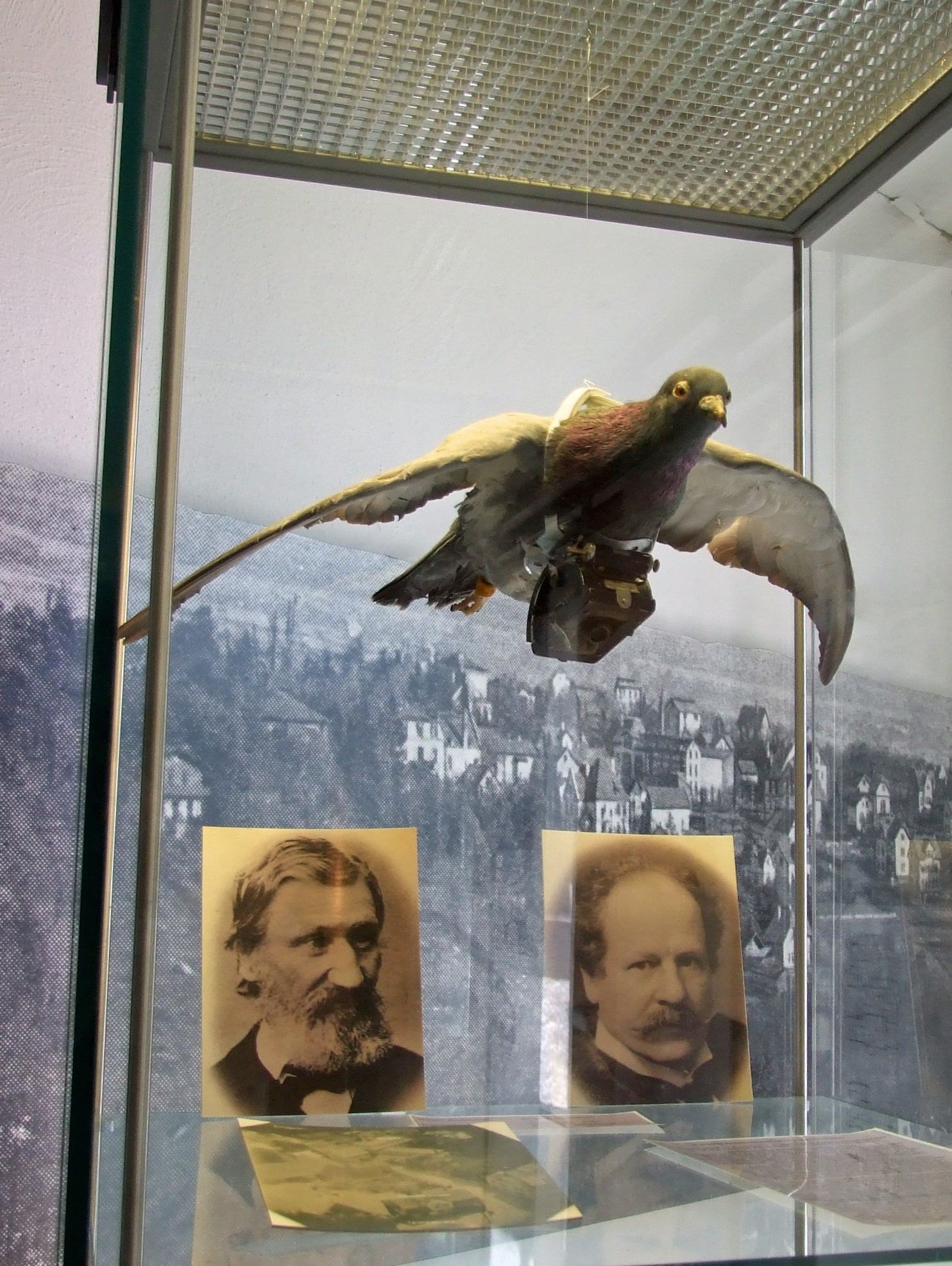
Au musée de Kronberg.

En 1886, Julius Neubronner épouse Charlotte Stiebel (1865-1924). Son père Fritz Stiebel (1824-1902) est un médecin réputé de Francfort,. Son grand-père maternel est Jacques Reiss (1807-1887), mécène et citoyen d'honneur de Kronberg et principal initiateur de la Cronberger Eisenbahn-Gesellschaft (« Société des chemins de fer de Kronberg »),,.
Comme son père, Julius Neubronner est un ami et un mécène d'un groupe de peintres notables de Kronberg connu sous le nom de Kronberger Malerkolonie, dont le musée se trouve aujourd'hui au premier étage de sa maison. En 1907, il rejoint la Senckenbergische Naturforschende Gesellschaft, une société savante naturaliste.
En 1907, Neubronner dépose un brevet pour son invention de photographie aérienne au moyen d'un pigeon photographe ; le brevet lui est accordé en 1908. L'invention lui vaut une notoriété internationale après qu'il la présente à un public intéressé lors des expositions internationales de Dresde, Francfort et Paris entre 1909 et 1911. Les spectateurs de Dresde pouvaient assister à l'arrivée des pigeons voyageurs équipés d'un appareil photo, et les photos étaient immédiatement développées et transformées en cartes postales que l'on pouvait acheter. Lors des salons du Bourget de 1910 et 1911, il reçoit deux médailles d'or, pour la méthode et pour les photographies. L'invention est testée pour la surveillance aérienne militaire pendant la Première Guerre mondiale et par la suite, mais outre des mentions honorables dans des encyclopédies (Meyers Konversations-Lexikon, Brockhaus Enzyklopädie), elle ne lui occasionne que des frais.

## Héritiers
Après la mort de Julius Neubronner en 1932, la pharmacie est restée dans la famille Neubronner pendant deux générations supplémentaires. Elle est d'abord dirigée par Wilhelm Neubronner, qui écrit un livre sur le sport Eisstock et qui est généralement actif dans les sports locaux et nationaux. À sa mort en 1972, son fils Kurt-Heinz Neubronner reprend la pharmacie, mais elle est vendue en 1995.
L'usine est reprise par Carl Neubronner (13 janvier 1896 - 19 novembre 1997), le fils cadet de Julius Neubronner, qui la dirige pendant 70 ans. En 1957, il reçoit l'Ordre du mérite (1ère classe), et en 1966, il fait participer le personnel aux bénéfices de l'entreprise et il est actif dans une association industrielle. Carl Neubronner se fait connaître pour ses expériences avec des modèles réduits d'avions. À l'âge de 16 ans, il met au point le « Raketoplan », un modèle réduit d'avion propulsé par fusée, et le club national d'aéromodélisme à fusée décerne toujours un prix annuel Carl Neubronner. En 1984, il est nommé citoyen d'honneur de Kronberg. Depuis 1987, la Fondation sportive Carl Neubronner soutient le sport à Kronberg. Carl Neubronner est marié à Erika Neubronner (1923-2005). En avril 1997, ils ont créé la Fondation Carl et Erika Neubronner, à vocation sociale,.

## Galerie

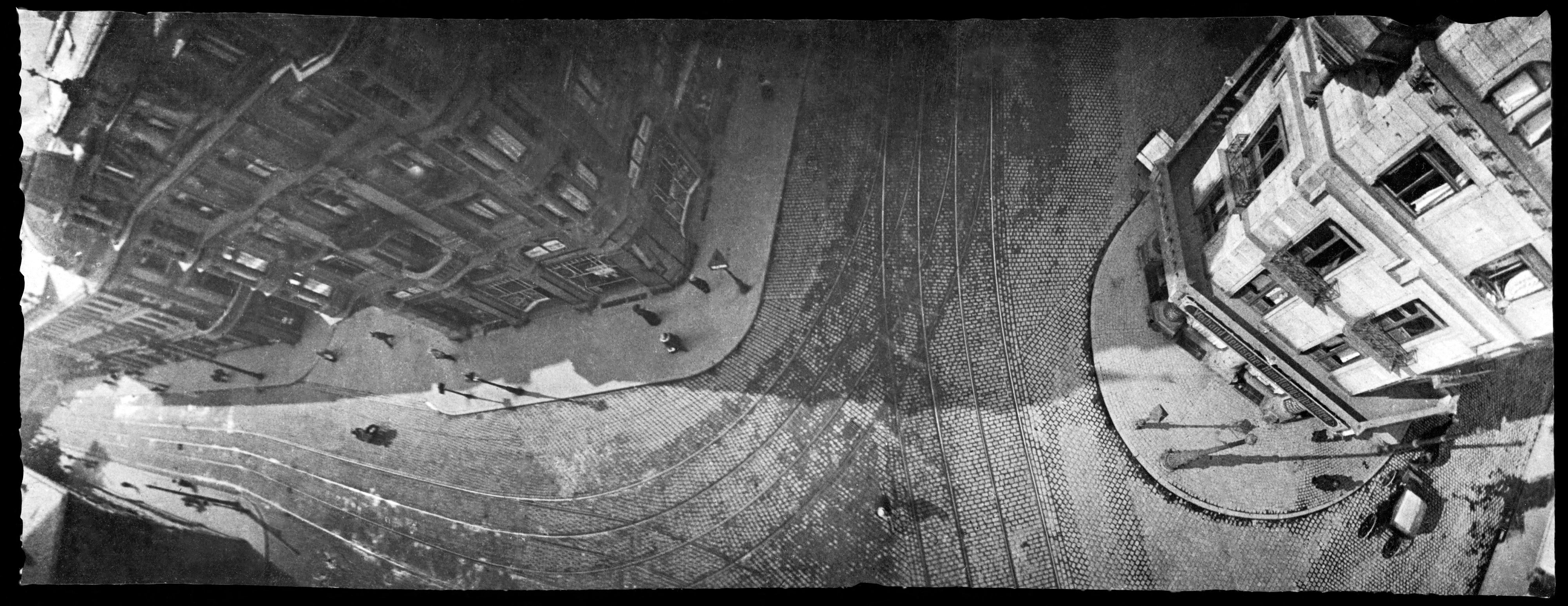
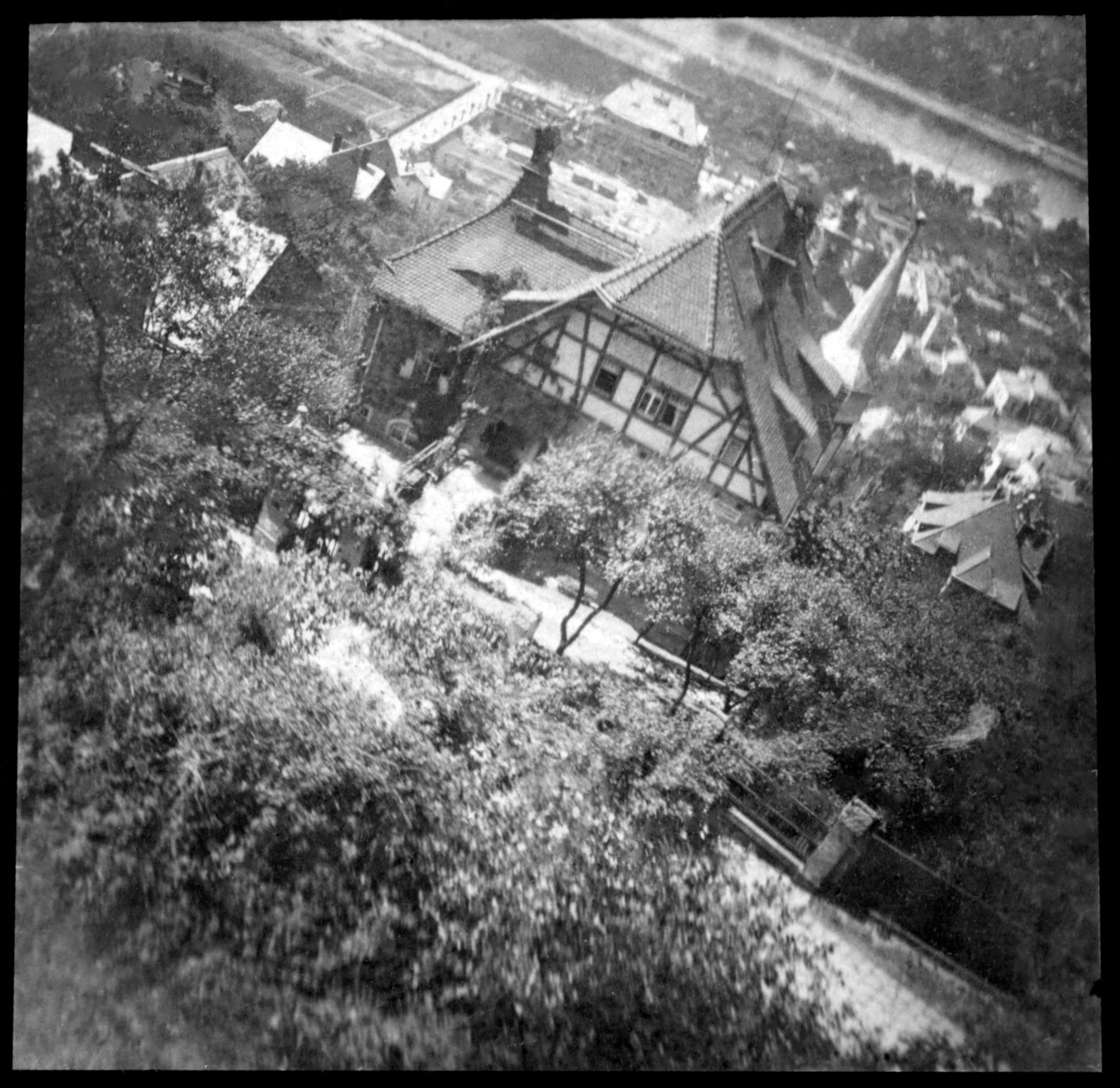
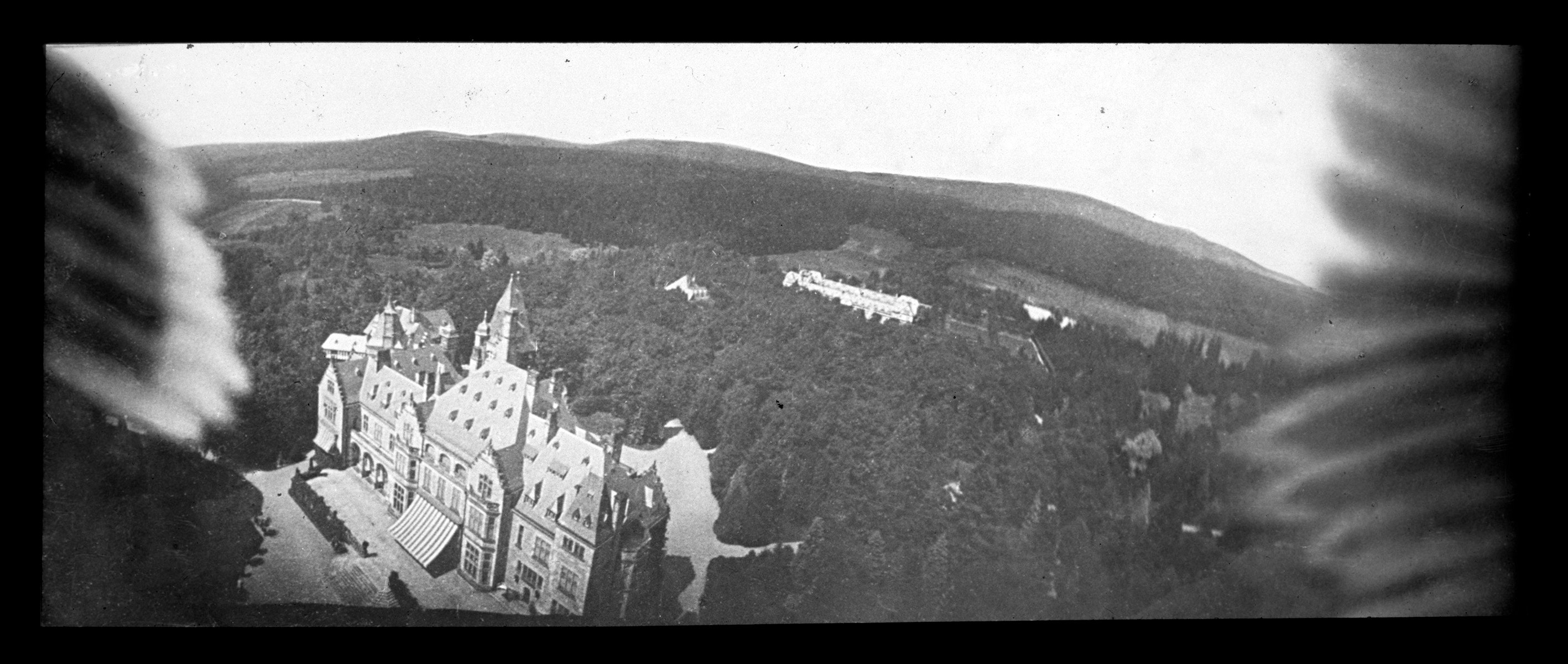
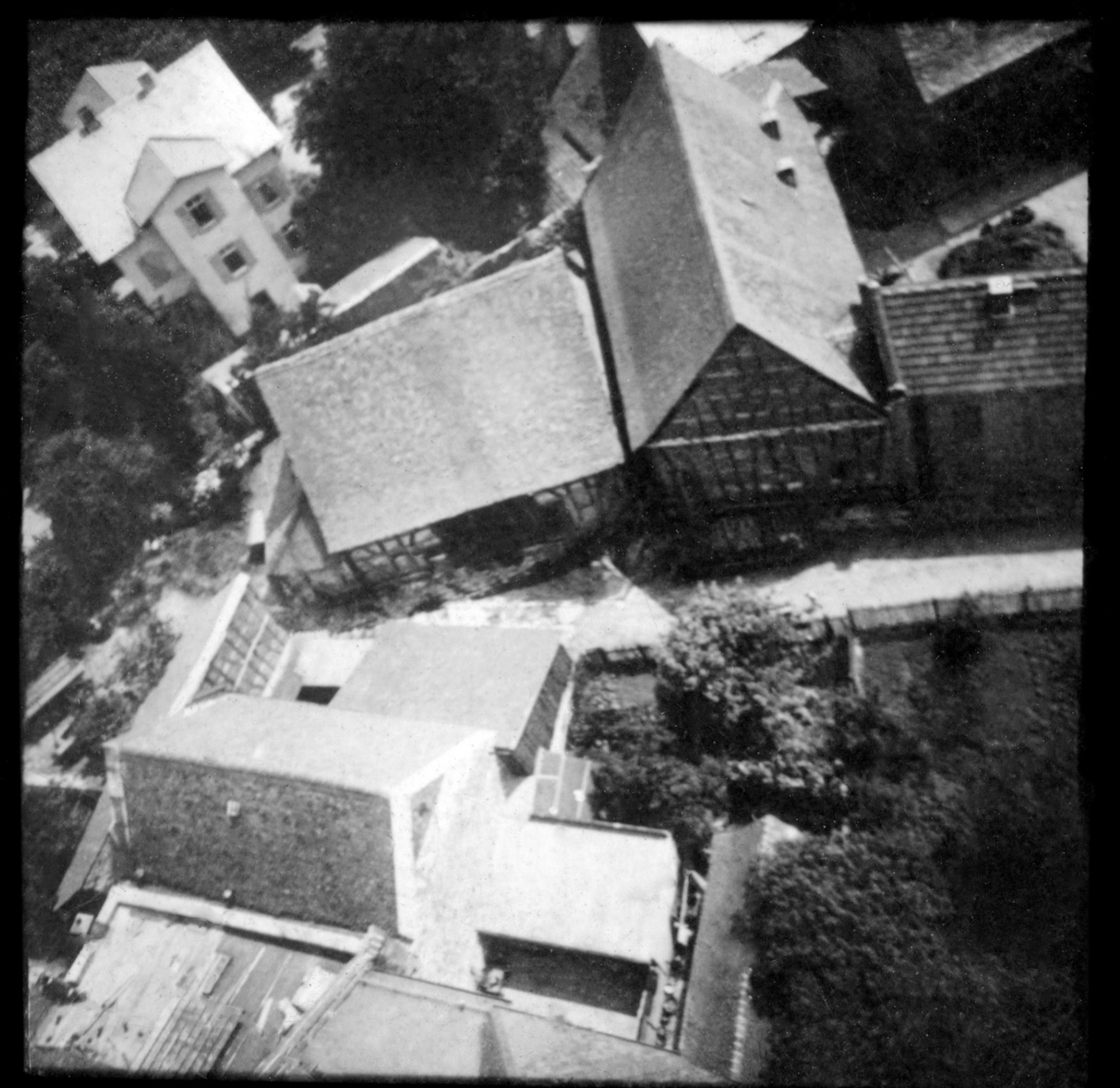
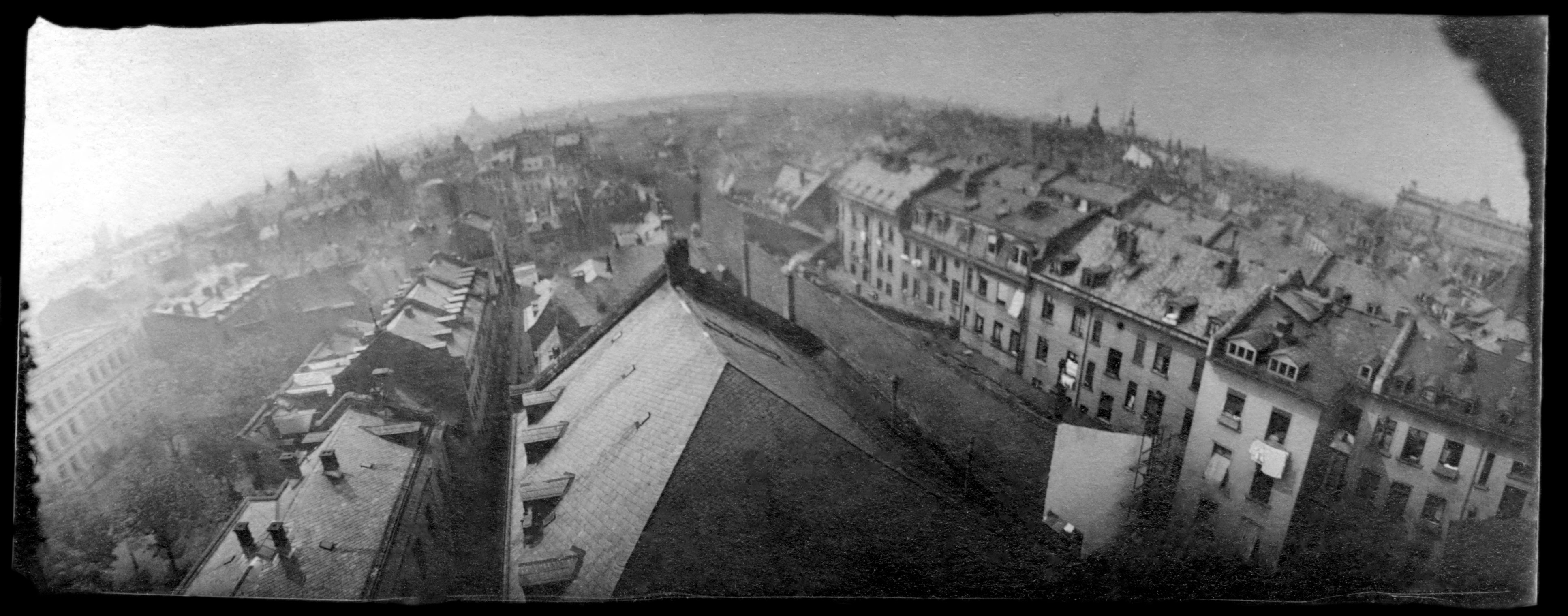